# Ратенау, Вальтер
Ва́льтер Ра́тенау (нем. Walther Rathenau; 29 сентября 1867, Берлин — 24 июня 1922, Груневальд) — германский промышленник и либеральный политик еврейского происхождения, министр иностранных дел Германии с 1 февраля по 24 июня 1922 года. Был убит праворадикальными боевиками националистической и антисемитской организации «Консул».

## Биография
Сын промышленника Эмиля Ратенау, одного из пионеров электрической промышленности в Германии и основателя AEG. Изучал в университетах Берлина и Страсбурга физику, химию и философию (1886—1889). После окончания университета служил в прусской армии, рассчитывая на офицерский чин за службу в привилегированном полку, где можно было получить офицерское звание, но, как и евреи, служившие в обычных полках, не мог подняться выше ефрейтора. Однако его сослуживцы отвергали антисемитские мотивы в непредставлении его к офицерскому званию, несмотря на то, что он действительно был одним из лучших солдат, они подчёркивали, что его получившие звание сослуживцы были из семей потомственных военных, а он был из буржуазной семьи и поступил в полк «по блату».
Уже в 30 лет был директором одного из заводов своего отца. Дед его был женат на одной из представительниц семьи Либерман. Поскольку мать его завидовала славе их родственника Макса Либермана, то его с детства учили искусствам. Он писал картины, был вхож в высшее общество, знаком с кайзером, играл на фортепиано, писал стихи и книги на разные темы из области политики, экономики, философии. Основал в Италии международное общество вместе с Мартином Бубером, Гауптманом, Ландауэром.
Был противником Первой мировой войны. Один из немногих предсказывал, что она примет затяжной, тотальный характер. Однако, вскоре после её начала, 12 августа 1914 года возглавил специально созданный департамент военного министерства по военному сырью во временном чине генерала и первым в Европе перестроил экономику на плановые рельсы. Благодаря усилиям Ратенау, а также Фрица Габера Германия смогла производить химикаты, необходимые для войны. Военная экономика Германии, получившая название «военный социализм», стала образцом для построения советской экономики.
В 1915 году после смерти отца ушёл из министерства, чтобы заняться семейным бизнесом.
Во время Веймарской республики был одним из основателей Немецкой демократической партии либерального толка. Пытался баллотироваться в Рейхстаг от НДП, однако его кандидатура не прошла из-за антисемитских настроений среди членов собственной партии. Вначале назначен министром реконструкции, затем иностранных дел, против чего его предостерегала мать и ряд друзей, в том числе Эйнштейн. Ратенау считал, однако, необходимым занять пост и принципиально отказался от телохранителей.
Будучи министром иностранных дел, Ратенау путём переговоров с премьер-министром Великобритании Ллойдом Джорджем добился отказа Великобритании от выплаты репараций Германией, в результате чего Великобритания рассорилась с Францией.
16 апреля 1922 года во время Генуэзской конференции Германия подписала с Россией Рапалльский договор, по которому стороны взаимно отказались от претензий и репараций и восстановили дипломатические отношения. Но главными в сближении с Советской Россией для Ратенау и Германии были достигнутые им устные соглашения о том, как с помощью России возродить военную мощь Германии в обход запрещающего это Версальского договора. На территории России планировалось построить запрещённые в Германии оборонные заводы. Произведённое на них вооружение и боеприпасы частью отправлять в Германию, частью временно хранить на территории России. После смерти Ратенау на основании достигнутых им договорённостей Германия построила на территории России лётную, танковую школы и школу химической войны, где обучались немецкие военнослужащие, помимо обучения в военных училищах и воинских частях СССР.
Сторонник плановой экономики в условиях войны. Исследователь его деятельности К. Шёльцель находит у него идеи конвергенции экономических систем западного капитализма и восточного большевизма, в которых Германии отводилась роль «моста».

## Убийство
Убит тремя ультраправыми боевиками из экстремистской организации «Консул», ненависть которых вызывали подписанное соглашение с Советской Россией (Рапалльский договор, 1922), позиция о точном соблюдении Версальского договора и то, что Ратенау был евреем (на суде убийцы утверждали, что он якобы является шурином Карла Радека и одним из «300 сионских мудрецов»).
Утром в воскресенье (он, как соблюдающий традиции иудей, работал в воскресенье вместо субботы) 24 июня 1922 года, когда Ратенау выехал в открытом автомобиле на работу из своей виллы на Koenigsallee, 65 в берлинском районе Груневальд, его нагнала машина с тремя боевиками из организации «Консул». Один из террористов бросил гранату, другой выстрелил в министра из пистолета-пулемёта MP18. Через несколько часов Ратенау скончался от ран.
Похороны Ратенау начались с церемонии в рейхстаге. В похоронах приняло участие около двух миллионов берлинцев, что было наиболее многолюдными похоронами за всю историю Германии.
Волна убийств повергла Веймарскую республику в глубокий внутренний и внешнеполитический кризис. Реакцией на убийство Ратенау стал закон «О защите Республики». Его целью, которая так и не была достигнута, стала ликвидация организаций-преемниц фрайкора.
Могила Вальтера Ратенау находится в семейном склепе на Лесном кладбище Обершёневайде. В Берлине имя Вальтера Ратенау носят площадь и гимназия в Груневальде.

## Литературное творчество
Ратенау был автором 12 книг, вышедших с 1908 по 1924 годы. В СССР были переведены его главные труды: «Новое государство» (М., 1924), «Механизация жизни» (Атеней, Пг., 1923), «Новое хозяйство» (М., 1923).
В книге «Новое общество» Ратенау предложил новое, гармоническое социальное устройство — т. н. третий путь — вместо капитализма и социализма создать множество независимых экономических ячеек, в которых предприниматели и рабочие совместно будут развивать своё «народное государство», которое на плановой основе организует производство товаров в строгом соответствии с общественными потребностями, особенно духовными и интеллектуальными.
Особенно бестактным было прозвучавшее ещё до Первой мировой войны предложение Ратенау (который сам был промышленником и страдал от высоких процентов), разжигавшее ненависть к финансовому капиталу: «Настало время, чтобы влиятельные международные финансовые круги, давно скрывавшие свою власть над миром, провозгласили бы её открыто!». Однако противники Ратенау игнорировали его презрение к финансовому капиталу и финансовой олигархии, и утверждали, что он сам — тоже не последний финансист и один из 300 представителей правящей миром финансовой олигархии.
В юности Ратенау написал воззвание к евреям Германии под названием «Слушай, Израиль!», в котором призывал их быстрее ассимилироваться, усваивая прусские манеры и стремясь больше походить на пруссаков-христиан внешне, при этом ни в коем случае не переходя в христианство. Идеализировал иудаизм, считая его, в отличие от христианства, якобы не разделённым на отдельные конфессии и секты вероучением. Воззвание произвело большой фурор и даже цитировалось позднее идеологами нацизма.
Писал стихи и книги на темы политики, экономики, философии, такие как «К критике нашего времени», «Механика духов».
Позднее под влиянием Бубера стал изучать иврит, финансировал публикацию еврейских преданий.
Ратенау не только сам был заражён германскими националистическими и расовыми предрассудками арийского мифа, но также широко пропагандировал их. Считал себя и других ассимилировавшихся немецких евреев немцами еврейского происхождения, частью немцев в расовом смысле, хотя основным расовым признаком считал дух, а не кровь. Ассимилированные немецкие евреи, по Ратенау, отличались от других, неассимилировавшихся евреев, которых он называл «азиатской ордой», подобно «азиатским ордам» других евреев.
Он, не скрывая своего еврейского происхождения и своей приверженности иудаизму, был тем не менее фанатиком арийского мифа, который в значительной степени именно он и легитимизировал в Веймарской республике, а его сторонников сделал рукопожатными.
Изданы дневники Ратенау, а также 4 тома писем (в 1926—1929 годах). Существует несколько биографий, в том числе Гарри Кесслера.
Был первым владельцем портрета «Надя» Эмиля Нольде, написанного в 1919 году, пропавшего, и найденного в 2010 году.

## В произведениях искусства
- Описан Робертом Музилем в книге «Человек без свойств» под именем Пауль Арнгейм[16].
- Упоминается в мемуарах Стефана Цвейга «Вчерашний мир».
- Убийство Ратенау послужило толчком к написанию Иозефом Ротом романа «Паутина».
- Упоминается в мемуарах Эрнста фон Заломона «Анкета».
- Упоминается в романе-трилогии Юлиана Семёнова «Экспансия».
- Убийству Ратенау посвящена глава в дебютной книге Эрнста фон Заломона «Вне закона» 1930 г.
- Упоминается в автобиографии Стефана Цвейга "Вчерашний мир" ( Мемуары написаны Цвейгом в последние годы жизни в эмиграции в 1939—1941 годах и были опубликованы после его смерти в издательстве Bermann-Fischer Verlag AB в Стокгольме.)

## Сочинения
- Ратенау В. Механизация жизни. Пг.: Атеней, 1923.
- Раттенау В. Генуя и Канны. М.: ВСНХ, 1923.
- Раттенау В. Новое хозяйство. М.: ВСНХ, 1923.